# ピョートル・アントノヴィチ

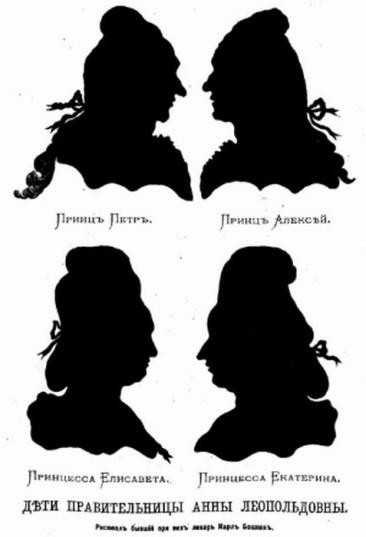
1780年に解放されたブラウンシュヴァイク家の四姉弟のシルエット、ピョートル・アントノヴィチは左上

ピョートル・アントノヴィチ・ブラウンシュヴェイクスキー（Пётр Антонович Брауншвейгский, 1745年3月30日 ホルモゴルイ - 1798年1月30日 ホーセンス）は、帝政ロシアの短命な王朝であったブラウンシュヴァイク＝ロマノフ家の一員で、同家の失権後に生まれた。
イヴァン5世唯一の孫かつ女帝アンナ・イオアノヴナの唯一の姪であった大公女アンナ・レオポルドヴナと、ブラウンシュヴァイク＝ヴォルフェンビュッテル公子アントン・ウルリヒの間の第4子・次男。誕生時、兄イヴァン6世は廃位され、両親は虜囚の身であった。一家はエリザヴェータ・ペトロヴナ女帝及びその後継者にとって潜在的な脅威であったため、ピョートルは誕生時から軟禁状態に置かれた。完全な単独隔離状態にあったイヴァン6世を除き、両親、及び2人の姉エカテリーナ及びエリザヴェータ、ピョートルと弟のアレクセイからなる四姉弟は引き離されることなく、ホルモゴルイの要塞内にある主教館で暮らした。母は1746年弟の出産時に死亡し、父も1774年に亡くなると、四姉弟だけの生活となった。四姉弟はいずれも虚弱体質であったが、ピョートルは下肢長不等や内反膝など下肢にやや不自由があり、また肺を病んでいるように見えるほど病弱だった。四姉弟の中でリーダー役となったのは次姉のエリザヴェータだった。
四姉弟は1780年6月30日に釈放され、父方叔母にあたるデンマーク王太后ユリイェーネ・マリーの監護下に置かれることになり、ユトランド半島にわたった。四姉弟はホーセンスに与えられた邸宅で自宅軟禁状態に置かれたが、デンマーク王室の庇護とロシア女帝エカテリーナ2世からの寛大な年金のおかげで快適な余生を送ることができた。四姉弟は監獄で生まれ育ったため、自由や外部との接触を恐れており、彼らの世話をするために集まった40～50名のデンマーク人従者と、ロシア正教の司祭からなる「小宮廷」で孤絶した暮らしを通した。

## 引用・脚注
1. ↑  Evgeniĭ Viktorovich Anisimov: Five Empresses: Court Life in Eighteenth-century Russia (2004)
2. ↑  Marie Tetzlaff (1998). Katarina den stora